# 8548 Sumizihara
8548 Sumizihara è un asteroide della fascia principale. Scoperto nel 1994, presenta un'orbita caratterizzata da un semiasse maggiore pari a 2,5937849 UA e da un'eccentricità di 0,2542925, inclinata di 7,60574° rispetto all'eclittica.